# Freddy Locks
Freddy Locks (* 9. Dezember 1977 in Lissabon) ist der Künstlername des portugiesischen Reggae-Musikers Frederico Oliveira.

## Leben
Aufgewachsen im Lissabonner Alvalade-Viertel, war er Teil der Punk- und Hausbesetzer-Szene um Bands wie Ku de Júdas, Censurados und anderen, auch als Musiker in Nachwuchsbands. Im Laufe des Jahres 1995 machte er dann besondere Erfahrungen, die ihn veränderten. Nach eigener Aussage fand er in dem Sommer sein „eigenes Licht, das Geheimnis der positiven Realität. Ich fand das, was die Leute Gott nennen, und was in jedem Lebewesen lebt.“ Er hatte bereits zuvor den schon länger in Portugal lebenden Reggaemusiker Asher G. (Asher Guardian) kennengelernt, nachdem er sich mit einer seiner Bands, den 20 pás 08, dem Reggae-Punk zugewendet hatte. Fortan verschrieb er sich ganz dem Reggae, schrieb Lieder, und sang sie mitunter auf der Straße oder in der Lissabonner U-Bahn. 2003 lösten sich 20 pás 08 auf, und Locks begann solo zu musizieren. 2004 nahm er sein erstes Album auf, in Zusammenarbeit und produziert von Asher G. Das unabhängig veröffentlichte Album fand einigen Zuspruch, insbesondere das Stück Wake up wurde von der Reggaesendung Radio Fazuma auf Antena 3 zum Stück des Jahres 2004 erklärt.
2004 gründete er die Band Poormanstyle, die auf dem MUSA-Festival zusammen mit Sly & Robbie auf der Bühne standen, bevor er 2006 sein erstes reines Solo-Album veröffentlichte. Die Single Bring up the feeling wurde in die Playlists u. a. von Antena 3 und von MTV Portugal aufgenommen. Seither gehört Freddy Locks zu den anerkannten Namen des Reggae in Portugal.
Er wurde mehrmals von Hörern und DJs von Antena 3 auf fordere Plätze gewählt und war mehrmals Headliner verschiedener Festivals in Portugal, solo oder als Teil des Sistema Sonoro Fazuma-Soundsystem, etwa beim Umwelt & Reggae-Festival RastaFest in Beja 2009.

## Diskografie

### Alben
- 2004: "Roots Rock Struggeling" (mit Asher G.)
- 2007: "Bring up the feeling"
- 2010: Seek your truth
- 2012: Rootstation

### Singles und EPs (Auswahl)
- 2007: Fazuma (7"/Version)
- 2009: Freddy Locks meets Dubmatix (EP)